# Куп домаћих нација 1896.
Куп домаћих нација 1896. (службени назив: 1896 Home Nations Championship) је било 14. издање овог најелитнијег репрезентативног рагби такмичења Старог континента.
Куп су освојили рагбисти Ирске.

## Такмичење
Енглеска - Велс 25-0
Велс - Шкотска 6-0
Енглеска - Ирска 4-10
Ирска - Шкотска 0-0
Ирска - Велс 8-4
Шкотска - Енглеска 11-0

## Табела
|   | Селекција                     | ИГ | Д | Н | И | ПД | ПП | ПР  | Б |  |
| - | ----------------------------- | -- | - | - | - | -- | -- | --- | - |  |
| 1 | Рагби репрезентација Ирске    | 3  | 2 | 1 | 0 | 18 | 8  | +10 | 5 |  |
| 2 | Рагби репрезентација Шкотске  | 3  | 1 | 1 | 1 | 11 | 6  | +5  | 3 |  |
| 3 | Рагби репрезентација Енглеске | 3  | 1 | 0 | 2 | 29 | 21 | +8  | 2 |  |
| 3 | Рагби репрезентација Велса    | 3  | 1 | 0 | 2 | 10 | 33 | -23 | 2 |  |